# Russian River Valley AVA
Russian River Valley AVA (anerkannt seit dem 21. Oktober 1983) ist ein Weinbaugebiet im US-Bundesstaat Kalifornien. Das Gebiet liegt im Verwaltungsgebiet Sonoma County in unmittelbarer Umgebung des Russian River und grenzt im Süden an die Gemeinde Sebastopol.
Die Herkunftsbezeichnung steht für fast ein Sechstel der Rebflächen des Sonoma County. Das Russian River Valley verfügt über ein eher kühles Klima, das von den morgendlichen Nebeln des nahe gelegenen Pazifischen Ozeans beeinflusst wird. Daher gedeihen hier die frühreifenden Rebsorten Spätburgunder und Chardonnay ganz ausgezeichnet.